# تشاك كادمان
تشاك كادمان هو سياسي كندي، ولد في 21 فبراير 1948 في كيتشنر في كندا، وتوفي في 9 يوليو 2005 في سوري في كندا بسبب ورم ميلانيني. نشط حزبياً في حزب الإصلاح الكندي وحزب المحافظين الكندي ومستقل. وقد انتخب عضو مجلس العموم الكندي عن دائرة Surrey North (federal electoral district) ‏ خلال فترته النيابية ‏ وانتخب عضو مجلس العموم الكندي عن دائرة Surrey North (federal electoral district) ‏ وقد انضم خلال فترته النيابية ‏ للكتلة البرلمانية Canadian Alliance ‏ وانتخب عضو مجلس العموم الكندي عن دائرة Surrey North (federal electoral district) ‏ وقد انضم خلال فترته النيابية ‏ للكتلة البرلمانية حزب الإصلاح الكندي.